# Arrêt Antelope
L'arrêt Antelope est une décision de justice rendue par la Cour suprême des États-Unis en 1825. 
Cet arrêt a consacré la liberté des peuples étrangers à suivre leurs droits locaux en matière de commerce transatlantique d'esclaves contre la primauté du droit américain. En 1820, la capture par l’administration des États-Unis du navire négrier l'Antelope avait provoqué une querelle juridique au sujet du statut et du devenir des esclaves à bord. L'État américain souhaitait la libération de ceux-ci, en vertu de sa loi interdisant le commerce transatlantique des esclaves, à l'opposé de l'Espagne et le Portugal qui en réclamaient la propriété et la restitution. Ainsi, une partie des esclaves furent donc renvoyés à l'État portugais tandis que l'autre resta sur le sol américain, la propriété de ces esclaves n'ayant pu être déterminée. Cette décision constitua une jurisprudence dont la contestation fut au cœur de l'affaire de la Amistad en 1839-1841.

## Histoire
Dans la foulée de l'interdiction de l'esclavage par l'Angleterre en 1807, l'importation d'esclaves aux États-Unis via la traite transatlantique devient illégale cette même année. Toutefois, l'application de cette loi pose plusieurs problèmes puisqu'aucune échelle de sanctions n'est définie pour réprimer sa violation et que la loi ne comprend de disposition ni ne précise le statut juridique et le devenir des esclaves importés illégalement. En 1819, à la suite du scandale de l'île d'Amelia à l'automne 1817, une nouvelle loi confère aux autorités américaines le droit de recourir à l'US Navy ou d'autres navires armés pour capturer des bateaux négriers. En 1820, la capture de « nègres » ou de « mulâtres » tout comme l'importation d'esclaves aux États-Unis sont définis comme « piratage » par un amendement à une loi sur la piraterie,.

## Capture et réclamations
Le 29 juin 1820, les autorités capturent au large de Savannah en Géorgie, le navire négrier vénézuélien l'Antelope,,. À son bord, se trouvent 281 captifs originaires du continent africains. Armé aux états-unis et provenant des eaux de Floride, territoire espagnol à l'époque où le commerce négrier transatlantique était légal, le navire est soupçonné de vouloir débarquer sa cargaison d'esclaves et d'en faire commerce illégalement sur le territoire américain. Cette prise entraîne un imbroglio juridique autour du statut des esclaves. Le capitaine du vaisseau, John Jackson, explique que ces esclaves ont été capturés et qu'ils sont donc en sa propriété. Il requiert l'application de la loi maritime selon laquelle la cour fédérale américaine doit lui verser 25 dollars par esclave pris sur l'Antelope. De leurs côtés, les États espagnol et portugais réclament également la propriété des esclaves à bord de l'Antelope au motif qu'il s'agit là de marchandises volées à certains de leurs navires. Enfin, l'exécutif américain souhaite de son côté la libération de ces hommes, en vertu de l'illégalité de leur importation sur le territoire national.

## Jugement
Après plusieurs procès et recours, l'affaire arrive devant la Cour suprême des États-Unis. En 1825, celle-ci rend sa décision, plus connue sous le nom d'arrêt Antelope.
Sur le fond, la Cour juge que si l'esclavage est contraire au droit naturel, la propriété des esclaves est légale puisqu'il s'agit d'un dispositif dont la vocation est de permettre la civilisation de ces hommes. De plus, constatant l'absence de législation internationale commune sur le commerce transatlantique d'esclaves, elle indique que les États-Unis ne peuvent leur imposer leurs lois à d'autres États civilisés qui en adoptent des contraires, ce qui est le cas pour l'Espagne et le Portugal. Pour justifier son argumentation, la Cour note que les pays européens et les États-Unis ont participé activement à ce commerce durant près de 200 ans sans que cela ne soulève une forte opposition au sein de leur opinion publique. Elle adopte donc une position faisant de l'esclavage et du commerce négrier une question de morale nationale plutôt qu'internationale. Cette décision a également pour conséquence d'individualiser les affaires judiciaires en lien avec l'esclavage, rendant plus difficile l'adoption d'une position abolitionniste générale.
Par cet arrêt, le capitaine du navire se voit débouté dans sa demande. La Cour statue sur le fait qu'il a pris la propriété de ces esclaves par la force et qu'il s'agit donc de marchandises volées. Sa demande de paiement est en conséquence refusée. La qualité de marchandise étant reconnue aux esclaves, tout comme leur propriété aux États d'Espagne et du Portugal, la Cour juge que 93 esclaves dérobés à bord d'un navire battant pavillon portugais doivent être restitués à ce pays. Toutefois, elle ne parvient pas à apporter de preuves pour déterminer la nationalité des autres navires pillés.

## Dénouement
En juillet 1827, 120 survivants trouvés sur le navire sont envoyés au Liberia, alors colonie créée par une société américaine pour installer des esclaves africains. D'autres esclaves arrêtés à bord de l'Antelope ont été installés dans une nouvelle colonie appelée Nouvelle Géorgie. Environ 30 esclaves ont été jugés comme étant la propriété des Espagnols,,,.

## Postérité
L'arrêt Antelope constitua une jurisprudence au cœur de l'affaire de la Amistad, jugée entre 1839 et 1841. La Amistad, un navire négrier armé par des Espagnols, subit une mutinerie de la part des esclaves à son bord. Ces derniers prennent le contrôle du vaisseau et tuent son capitaine. Une fois débarqués sur le sol américain, les autorités souhaitèrent renvoyer les occupants du navire, ainsi que le navire lui-même, dans les territoires contrôlés par l'Espagne, tandis que ceux-ci souhaitaient rester aux États-Unis, invoquant l'illégalité de leurs conditions d'entrée pour débouter la partie espagnole. L'arrêt Antelope fut donc utilisé par les tenants d'un renvoi aux Espagnols pour justifier leur demande en insistant sur le respect du droit espagnol en la matière.